# شكرا لك على التدخين (فلم)
شكراً لك على التدخين (بالإنجليزية: Thank You for Smoking) هو فيلم كوميدي تم إنتاجه في الولايات المتحدة وصدر في سنة 2005. الفيلم من إخراج جيسون ريتمان، وهو من بطولة آرون إيكهارت وماريا بيلو وآدم برودي وسام إليوت وكيتي هولمز.

## القصة
يتحدث الفيلم عن المتحدث الرسمي للوبي التبغ في أمريكا ومحاولته الترويج للتبغ ومواجهة أحد أقوى خصومه وهو سيناتور معارض للتبغ.

## الممثلون والشخصيات
- آرون إيكهارت (بدور: نيك تايلور)
- ماريا بيلو (بدور: بولي بايلي)
- آدم برودي
- سام إليوت
- كيتي هولمز (ممثلة) (بدور: هيذر هولواي)

## الميزانية والإيرادات
بلغت تكلفة إنتاج الفيلم حوالي 10 ملايين دولار بينما حقق أرباحا تقدر بـ 39,323,027 دولار.

## وصلات خارجية
- مقالات تستعمل روابط فنية بلا صلة مع ويكي بيانات